# Sommer-Paralympics 2008/Teilnehmer (Kap Verde)
| stlisierte Goldmedaille | stlisierte Silbermedaille | stlisierte Bronzemedaille |
| ----------------------- | ------------------------- | ------------------------- |
| —                       | —                         | —                         |

Der afrikanische Inselstaat Kap Verde nahm mit der Leichtathletin Artimiza Sequeira an den Sommer-Paralympics 2008 im chinesischen Peking teil, die auch Fahnenträgerin beim Einzug der Mannschaft war. Sequeira nahm an den Wettbewerben im Diskuswerfen, Kugelstoßen und Speerwerfen (F42-46) teil, gewann jedoch keine Medaillen.

## Teilnehmer nach Sportart

### Leichtathletik
Frauen
- Artimiza Sequeira